# Lagerpetidae
Lagerpetidae – klad archozaurów z grupy Avemetatarsalia, najczęściej klasyfikowanych jako bazalne dinozauromorfy. W 1986 roku Andrea Arcucci ukuła nazwę „Lagerpetonidae” dla monotypowego taksonu o randze rodziny obejmującego gatunek Lagerpeton chanarensis. Nazwa ta nie była jednak stosowana przez większość innych autorów. W 2009 roku, w publikacji opisującej gatunek Dromomeron gregorii, Sterling Nesbitt i współpracownicy przekształcili „Lagerpetonidae” w Lagerpetidae i nadali tej nazwie definicję filogenetyczną, wedle której Lagerpetidae to klad obejmujący wszystkie zwierzęta bliżej spokrewnione z Lagerpeton chanarensis niż z Alligator mississippiensis, Eudimorphodon ranzii, Marasuchus lilloensis, Silesaurus opolensis, Triceratops horridus, Saltasaurus loricatus lub Passer domesticus. W analizie kladystycznej przeprowadzonej przez autorów klad ten wspierany był siedmioma jednoznacznymi synapomorfiami.
Spostrzeżenie, że Eucoelophysis i Silesaurus są grupami siostrzanymi oraz rozpoznanie Lagerpetidae jako kladu dowodzi, że bazalne dinozauromorfy były bardziej zróżnicowane, niż wcześniej sądzono i wyewoluowały w środkowym i późnym triasie w co najmniej kilka kladów. Ptaszyński (2000) opisał odkryte w Wiórach ślady, a następnie Brusatte, Niedźwiedzki i Butler (2011) opisali odkryte w Stryczowicach i Wiórach w województwie świętokrzyskim tropy pozostawione przez żyjącego we wczesnym triasie (wczesny olenek) bazalnego przedstawiciela kladu Dinosauromorpha, reprezentujące ichnorodzaj Prorotodactylus. Zdaniem Brusattego i innych (2011) tropy te dowodzą, że u wczesnotriasowego zwierzęcia występowały synapomorfie stóp wcześniej uznawane za obecne jedynie u Lagerpeton; autorzy interpretują to jako dowód na bliskie pokrewieństwo dinozauromorfa ze Stryczowic z Lagerpeton. Jeśli kolejne badania potwierdzą ich bliskie pokrewieństwo, będzie to oznaczać, że rodzina Lagerpetidae wyodrębniła się już we wczesnym triasie, zaledwie kilka milionów lat po wymieraniu permskim. Langer i współpracownicy (2013) potwierdzili, że odkryte w Polsce tropy pozostawiło zwierzę ogólnie przypominające budową stopy Lagerpeton, ale stwierdzili też występowanie istotnych różnic w budowie palców między zwierzęciem, które pozostawiło wspomniane tropy a Lagerpeton. Zdaniem autorów różnice te utrudniają identyfikację zwierzęcia, które pozostawiło ślady odkryte w Stryczowicach i Wiórach; nie wykluczają one jednak jego przynależności do Dinosauromorpha. Natomiast w ocenie Lucasa (2018) bardziej prawdopodobne jest, że ślady ze Stryczowic i Wiór zostały pozostawione przez przedstawiciela grupy Lepidosauromorpha. Kammerer i współpracownicy (2020) nie wykluczali, że tropy te zostały pozostawione przez archozaura z grupy Avemetatarsalia, ale w ich ocenie nie ma mocnych dowodów na to, że zostały one pozostawione przez przedstawiciela Lagerpetidae.
Uproszczony kladogram dinozauromorfów według Martíneza i współpracowników (2016) oraz Cabreiry i współpracowników (2016)
|  | Dromomeron gregorii                                                    |
|  |                                                                        |
|  | \| \| Dromomeron gigas \| \| \| \| \| \| Dromomeron romeri \| \| \| \| |
|  |                                                                        |
|  | Dromomeron gigas                                                       |
|  |                                                                        |
|  | Dromomeron romeri                                                      |
|  |                                                                        |

|  | Dromomeron gigas  |
|  |                   |
|  | Dromomeron romeri |
|  |                   |

|  | Dromomeron gregorii                                                    |
|  |                                                                        |
|  | \| \| Dromomeron gigas \| \| \| \| \| \| Dromomeron romeri \| \| \| \| |
|  |                                                                        |
|  | Dromomeron gigas                                                       |
|  |                                                                        |
|  | Dromomeron romeri                                                      |
|  |                                                                        |

|  | Dromomeron gigas  |
|  |                   |
|  | Dromomeron romeri |
|  |                   |

|  | Dromomeron gregorii                                                    |
|  |                                                                        |
|  | \| \| Dromomeron gigas \| \| \| \| \| \| Dromomeron romeri \| \| \| \| |
|  |                                                                        |
|  | Dromomeron gigas                                                       |
|  |                                                                        |
|  | Dromomeron romeri                                                      |
|  |                                                                        |

|  | Dromomeron gigas  |
|  |                   |
|  | Dromomeron romeri |
|  |                   |

|  | Dromomeron gregorii                                                    |
|  |                                                                        |
|  | \| \| Dromomeron gigas \| \| \| \| \| \| Dromomeron romeri \| \| \| \| |
|  |                                                                        |
|  | Dromomeron gigas                                                       |
|  |                                                                        |
|  | Dromomeron romeri                                                      |
|  |                                                                        |

|  | Dromomeron gigas  |
|  |                   |
|  | Dromomeron romeri |
|  |                   |

|  | Dromomeron gregorii                                                    |
|  |                                                                        |
|  | \| \| Dromomeron gigas \| \| \| \| \| \| Dromomeron romeri \| \| \| \| |
|  |                                                                        |
|  | Dromomeron gigas                                                       |
|  |                                                                        |
|  | Dromomeron romeri                                                      |
|  |                                                                        |

|  | Dromomeron gigas  |
|  |                   |
|  | Dromomeron romeri |
|  |                   |

|  | Dromomeron gregorii                                                    |
|  |                                                                        |
|  | \| \| Dromomeron gigas \| \| \| \| \| \| Dromomeron romeri \| \| \| \| |
|  |                                                                        |
|  | Dromomeron gigas                                                       |
|  |                                                                        |
|  | Dromomeron romeri                                                      |
|  |                                                                        |

|  | Dromomeron gigas  |
|  |                   |
|  | Dromomeron romeri |
|  |                   |

|  | Dromomeron gregorii                                                    |
|  |                                                                        |
|  | \| \| Dromomeron gigas \| \| \| \| \| \| Dromomeron romeri \| \| \| \| |
|  |                                                                        |
|  | Dromomeron gigas                                                       |
|  |                                                                        |
|  | Dromomeron romeri                                                      |
|  |                                                                        |

|  | Dromomeron gigas  |
|  |                   |
|  | Dromomeron romeri |
|  |                   |

|  | Dromomeron gregorii                                                    |
|  |                                                                        |
|  | \| \| Dromomeron gigas \| \| \| \| \| \| Dromomeron romeri \| \| \| \| |
|  |                                                                        |
|  | Dromomeron gigas                                                       |
|  |                                                                        |
|  | Dromomeron romeri                                                      |
|  |                                                                        |

|  | Dromomeron gigas  |
|  |                   |
|  | Dromomeron romeri |
|  |                   |

Analizy filogenetyczne przeprowadzone przez Kammerera i współpracowników (2020) w oparciu o zmodyfikowaną macierz danych z analizy Nesbitta i współpracowników (2010) potwierdziły przynależność Lagerpetidae do Avemetatarsalia, ale nie dały jednoznacznej odpowiedzi w przedmiocie pozycji filogenetycznej Lagerpetidae w obrębie wymienionej grupy. Z analizy, w której nie był uwzględniony Scleromochlus wynika, że Lagerpetidae były bazalnymi dinozauromorfami; natomiast według analizy uwzględniającej Scleromochlus były one bazalnymi pterozauromorfami. Z kolei według analizy filogenetycznej przeprowadzonej przez Barona (2020) Lagerpetidae stanowiły grupę siostrzaną do kladu obejmującego pterozaury i grupę Dinosauriformes.